# Rapalje
Рапал'є (нідерландською Rapalje) — це нідерландський гурт, який грає ірландську, шотландську та голландську народну музику. Крім музики, вони також співають нідерландською та англійською мовами.
Учасники гурту Діб, Вільям, Девід та Масєал грають на традиційних та сучасних музичних інструментах, таких як скрипка, свистульки, губна гармоніка, бойран, і волинка та інших. Виконавці часто грають одягнені в кілти, на фестивалях, (театральних) концертах, (середньовічних) паті тощо. До першого складу Рапал'є входили Діб, Вільям та Масєал (Марсель). Пізніше приєднався Девід Майлз: спочатку як постійний гість, а потім як повноправний член гурту. У 2006 році Рапал'є відзначили своє 10-річчя на кельтському літньому фестивалі в місті Бад Нівесханс, куди вони розробили спеціальну програму.

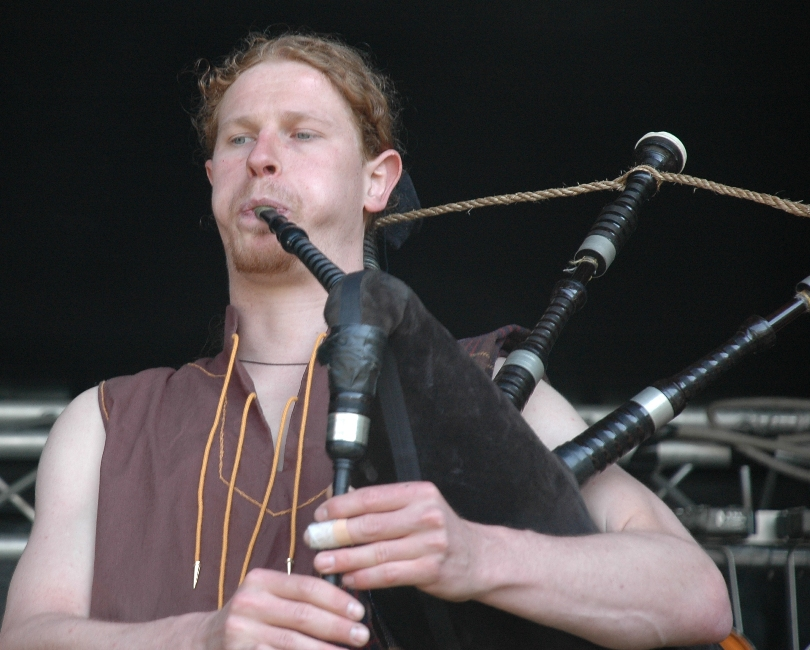
Девід
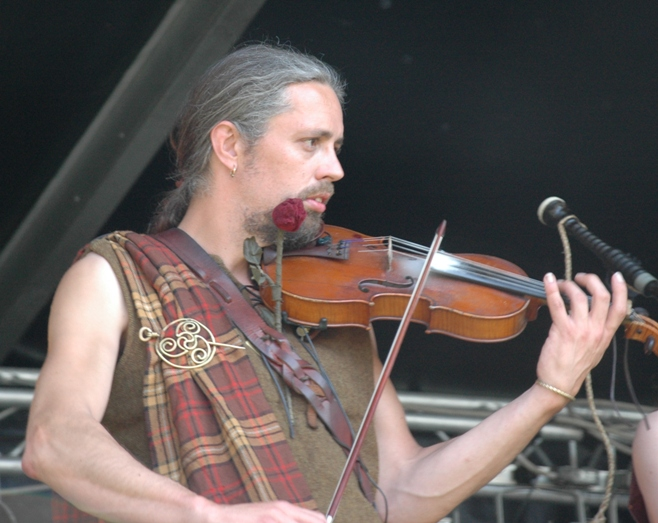
Діб
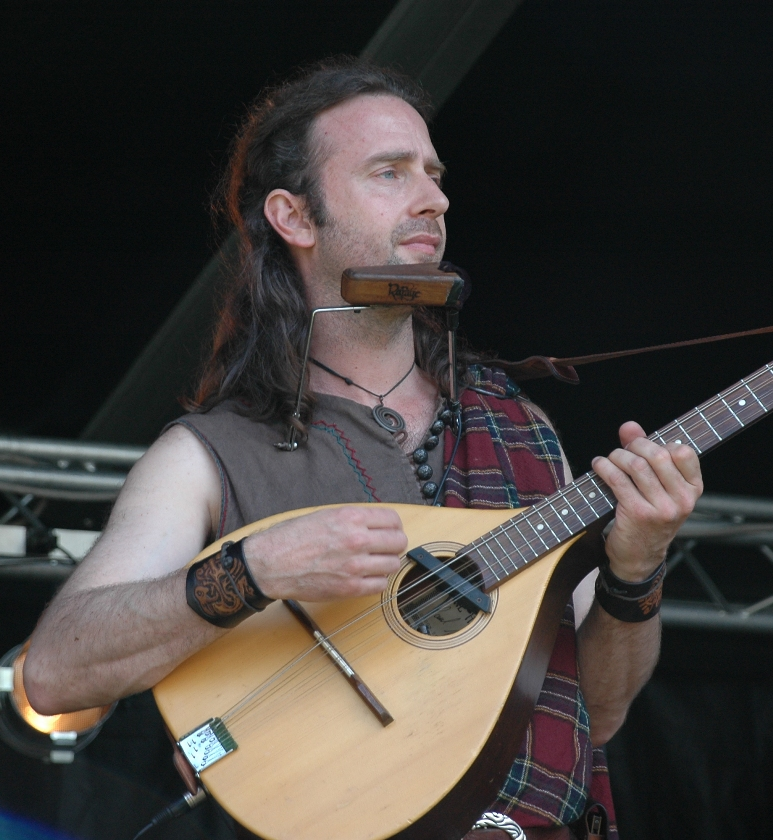
Масєал
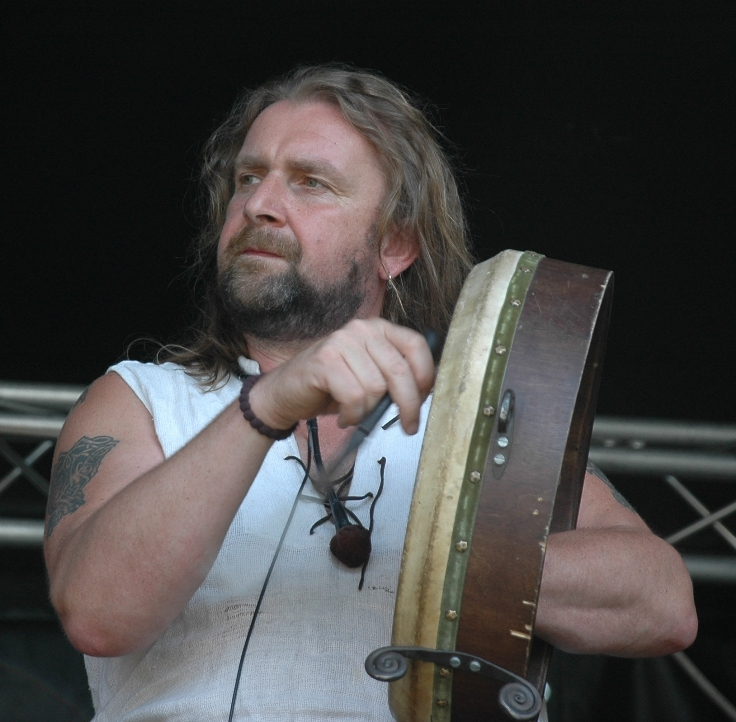
Вільям

## Записи
Група випустила 8 CD, з яких 3 пізніше об'єдналися в 1 альбом і 1 DVD.
- 1998: Into Folk
- 2000: Rakish Paddies (об'єднаний альбом)
- 2001: Alesia
- 2004: Spades / Schoppen; CD немає письмової назви, а тільки символ.
- 2004: Diamonds / Diamonds, CD немає письмового назви, а тільки символ
- 2007: Celtic Fire, живі записи у театрах.
- 2008: Live DVD